# مرحاض مركبة جوية

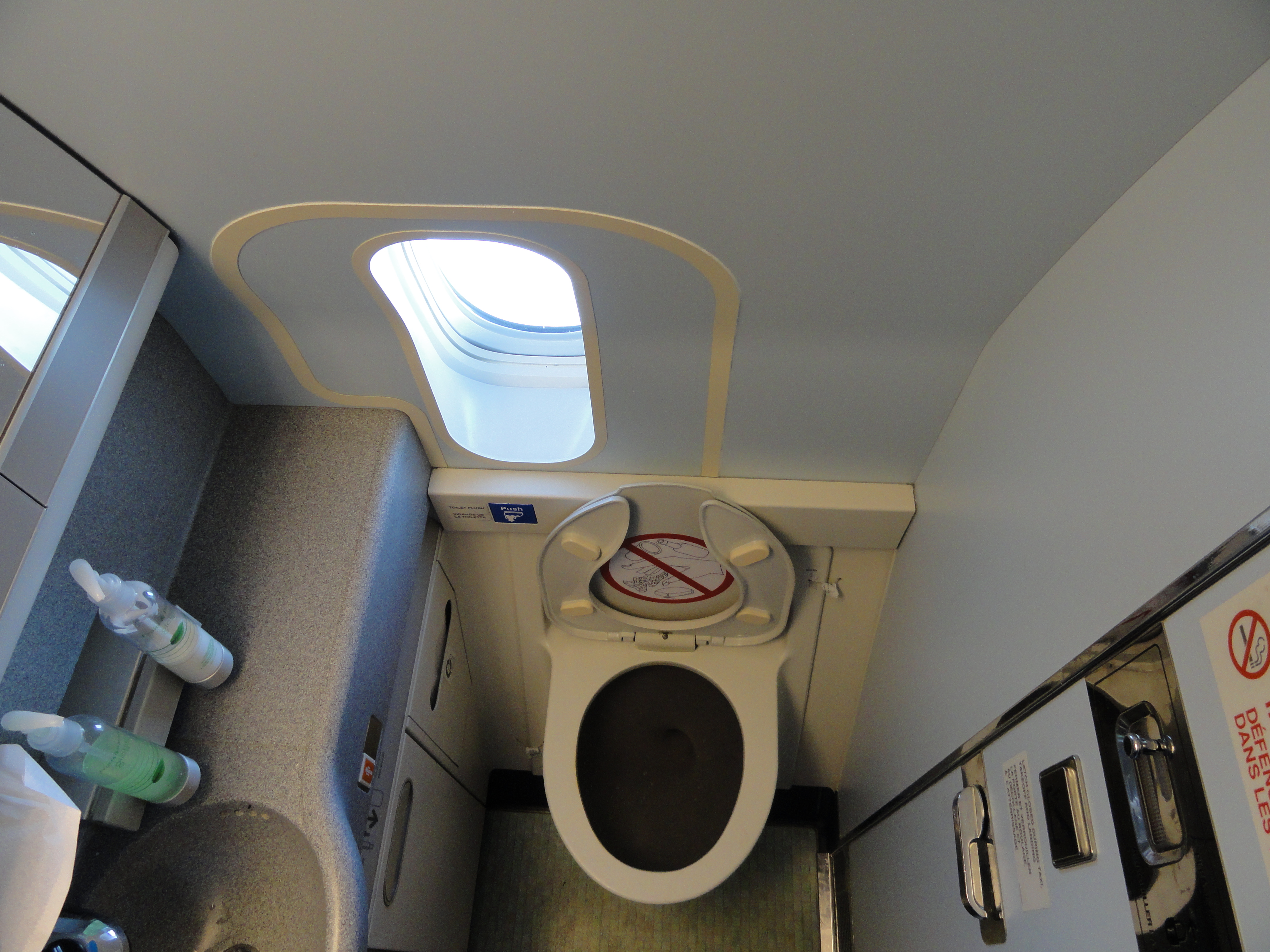
مرحاض طائرة لدرجة الأغمال مع نافذة في مقصورة الخطوط الجوية الكندية، بوينج 777-200LR (2011)

مرحاض الطائرة أو مرحاض المركبة الجوية هو غرفة صغيرة في مركبة جوية تحتوي على مرحاض و حوض غسيل.